# Heinz Klemm (Fußballspieler)
Heinz Klemm (* 31. Oktober 1926; † nach 1974) war ein deutscher Fußballtorwart. Für die SG Volkspolizei/Dynamo Dresden und den SC Dynamo Berlin spielte er in der DDR-Oberliga, der höchsten Spielklasse im DDR-Fußball. 1953 wurde er mit Dynamo Dresden DDR-Meister.

## Sportliche Laufbahn
Bis 1950 spielte Klemm bei der unterklassigen SG Volkspolizei Leipzig. Im Sommer 1950 wurde er zu einem Sichtungslehrgang der Sportvereinigung Deutsche Volkspolizei eingeladen, der dazu dienen sollte, die drittklassige SG Volkspolizei Dresden zu einer erstligatauglichen Mannschaft aufzurüsten. Klemm erreichte die Aufnahme in den Kader für die Saison 1950/51, mit dem die SG VP Dresden ohne sportliche Qualifikation in die DDR-Oberliga eingegliedert wurde. Klemm wurde vom ersten Oberligapunktspiel an eingesetzt und fehlte nur bei einem der 34 ausgetragenen Meisterschaftsspiele. Auch in den folgenden zwei Spielzeiten war er der Stammtorwart der Dresdner. 1953 wurde er mit seiner Mannschaft, die inzwischen in SG Dynamo Dresden umbenannt worden war, DDR-Meister. In dieser Saison wurde Dynamo Dresden auch Pokalsieger, beim 3:0-Endspielsieg über Einheit Pankow stand Klemm wie gewohnt im Tor. 1953/54 musste er wegen Verletzungen mehrfach pausieren, sodass er nur 15 von 28 Punktspielen bestreiten konnte.
In der Hinrunde der Spielzeit 1954/55 hatte Klemm die ersten acht Punktspiele für die Dresdner absolviert, danach wurde die Mannschaft in einer Nacht-und-Nebel-Aktion nach Ost-Berlin umgesiedelt. Am 21. November 1954 trat sie erstmals als SC Dynamo Berlin an. Klemm spielte für den SC Dynamo in dieser Saison noch 15 von 18 Punktspielen. Bis zum Ende der Saison 1956 (es wurde nun im Kalenderjahr-Rhythmus gespielt) blieb Klemm Stammtorwart bei Dynamo Berlin. Danach stieg Dynamo Berlin aus der Oberliga ab. In der DDR-Ligasaison 1957 wurde Klemm zunächst von Walter Hindenberg abgelöst, kam erst am Ende der Hinrunde wieder in die Mannschaft und kam so bei 26 Punktspielen nur 14-mal zum Einsatz.
Auch nach dem sofortigen Wiederaufstieg konnte sich Klemm nicht mehr als Stammtorwart etablieren. Zwischen 1958 und 1960 kam er nur auf 26 Einsätze bei 78 ausgetragenen Oberligaspielen. 1961 kehrte der DDR-Fußball wieder zum Sommer-Frühjahr-Rhythmus zurück, dazu wurde in der Oberliga zwischen März 1961 und Juni 1962 eine Mammutsaison mit 39 Spieltagen ausgetragen. Es wurde Klemms letzte Spielzeit in der Oberliga. Er bestritt nur noch sechs Punktspiele und beendete danach seine Laufbahn als Oberligaspieler. Innerhalb von zehn Spielzeiten hatte er 187 Oberligapunktspiele absolviert, 116 für Dynamo Dresden und 71 für Dynamo Berlin.
Nach dem Ende seiner Fußballerkarriere wurde Klemm Übungsleiter bei verschiedenen Berliner Fußballmannschaften. Er begann 1962 bei der Armeesportgemeinschaft Vorwärts Berlin, die er nach einer Saison zum Aufstieg in die zu dieser Zeit viertklassige Stadtliga Ost-Berlin führte. Weitere Stationen waren die 2. Mannschaft des FC Vorwärts Berlin, Vorwärts Bestensee (1973 Aufstieg in die Stadtliga), BSG Turbine Berlin und BSG Tiefbau Berlin.